# Lezioni di anatomia
Lezioni di anatomia (Milk Money) è un film del 1994 diretto da Richard Benjamin, con Ed Harris, Melanie Griffith, Malcolm McDowell e Philip Bosco.

## Trama
La prostituta V accetta per 103 dollari e 62 centesimi di spogliarsi davanti a un dodicenne orfano e altri due suoi amici. S'innescano così diversi equivoci che finiscono col coinvolgere Tom, il padre vedovo del ragazzo, e un piccolo boss della malavita locale.

## Distribuzione
Negli Stati Uniti la pellicola è stata distribuita dalla Paramount Pictures a partire dal 31 agosto 1994, mentre in Italia dal 1º giugno dell'anno seguente.